# Namiapí
El Rey Namiapí fue un monarca indígena de Costa Rica, que en 1522 tenía sus dominios en la región del Pacífico, probablemente en la costa de la bahía de Culebra, entre los dominios del rey Diriá y del rey Orosí. Su pueblo pertenecía al grupo étnico de los Chorotega. 
Los dominios de este rey fueron visitados por el conquistador Gil González Dávila en 1522. En la relación del viaje, elaborada por el tesorero Andrés de Cereceda, se indica que los dominios de Namiapí se hallaban en la costa del mar, a ocho leguas de los dominios del rey Diriá. 
En el reino de Namiapí, la expedición de González Dávila logró bautizar solamente a 6 personas, y recibió oro por valor de 172 pesos y perlas por valor de 22 pesos.